# Креода (король Мерсии)
Креода (англ. Creoda; погиб в 593) — первый правитель Мерсии, упоминаемый с королевским титулом (585—593).

## Биография
Креода, сын Киневальда, после смерти в отца наследовал его власть над британскими англами. В 585 году он захватил северо-восточные земли Калхвинеда и основал здесь королевство Мерсия.
В 593 году он снова напал на Калхвинед, где при Барберхилле произошло сражение между Южным Регедом, Калхвинедом и Уэссексом с одной стороны, и Нортумбрией, Мерсией и Восточной Англией с другой стороны. В результате победили первые. Сам Креода пал в сражении. Мерсийские владения Креоды унаследовал его сын Пибба.